# 27 Pułk Artylerii Pancernej
27 Sudecki Pułk Artylerii Samochodowej (27 pas) – oddział artylerii samobieżnej ludowego Wojska Polskiego.

## Formowanie i zmiany organizacyjne
Pułk został sformowany 4 lipca 1944 roku, w okolicach Berdyczowa, w składzie 1 Korpusu Pancernego, według etatu nr 010/484.
2 lipca 1946 roku otrzymał nazwę wyróżniającą „Sudecki”. Rozkazem ND WP nr 597 z 2 lipca 1945 odznaczony Orderem Krzyża Virtuti Militari.
5 listopada 1945 roku został włączony w skład 1 Dywizji Piechoty im. Tadeusza Kościuszki.
19 lutego 1947 roku został przeformowany w 27 Sudecki pułk artylerii pancernej.

## Żołnierze pułku
Dowódcy pułku
Dowódcy okresu wojny :
- ppłk Piotr Kaszyński (9 sierpnia 1944 r. – 25 kwietnia 1945 r.)
- mjr Włodzimierz Klade (25 kwietnia – 5 maja 1945 r.)
- ppłk Wasyl Bryzan (6 maja 1945 r. do końca wojny)

Oficerowie
- Aleksander Rode

## Struktura organizacyjna pułku

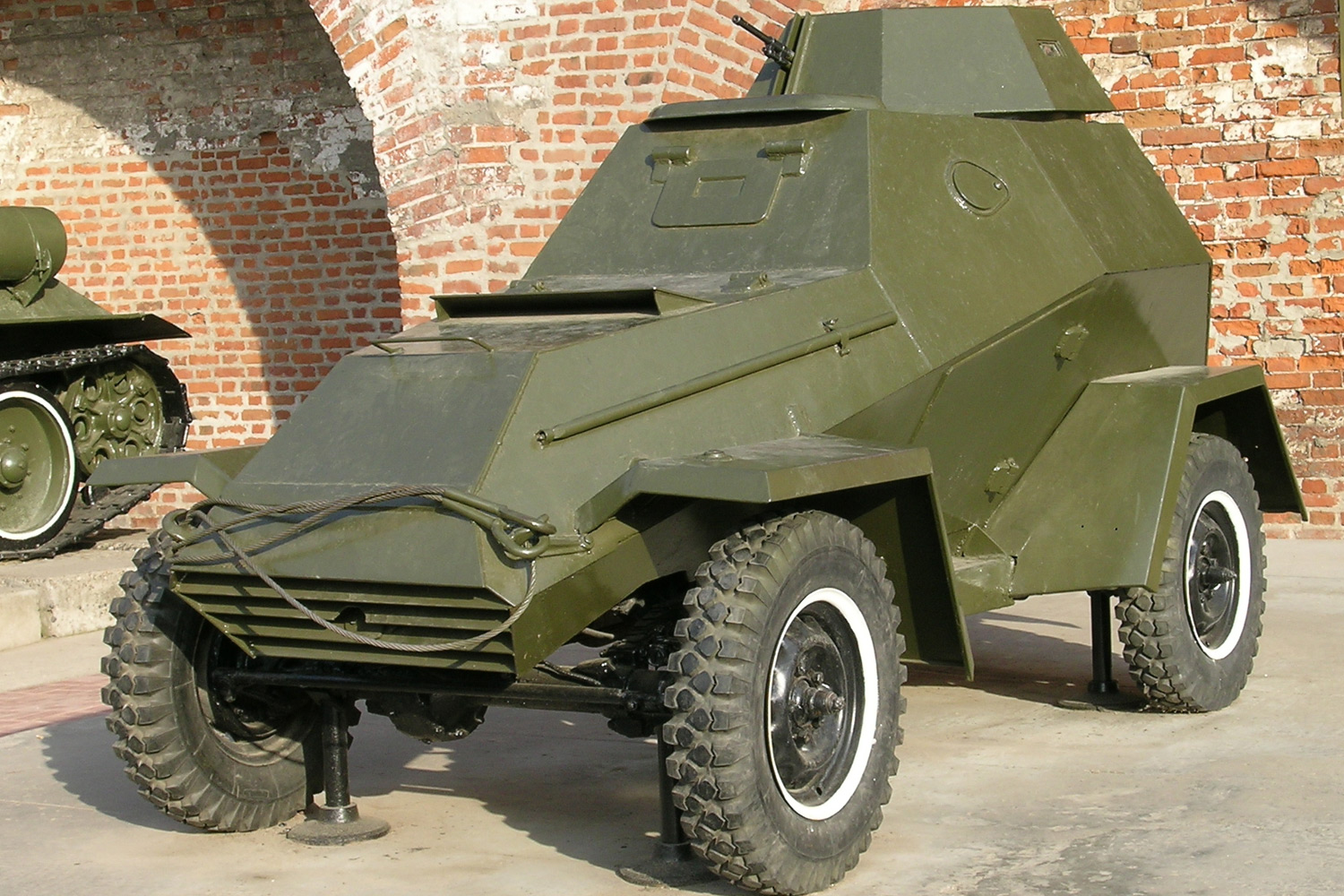
BA-64 – samochód pancerny

- dowództwo (jedno działo samobieżne SU-76)
- sztab z plutonem sztabowym oraz plutonem saperów
- kwatermistrzostwo z plutonami: transportowym, amunicyjnym, remontowym, sanitarnym oraz z drużyną gospodarczą
- 4 baterie dział pancernych

## Marsze i działania bojowe
Na mocy rozkazu z 3 lutego 1945 pułk przeszedł z okolic Chełma do Skierniewic, a następnie w rejon Poznania. 3 marca osiągnął Głazów pod Myśliborzem i dalej pomaszerował pod Oleśnicę, a na początku kwietnia doszedł do Starej Wsi pod Bolesławcem. 16 kwietnia pułk otrzymał rozkaz o przystąpieniu do operacji berlińskiej. W myśl tego rozkazu miał przeprawić się przez Nysę Łużycką i ześrodkować się w lesie opodal Biehain, oraz ogniem i ruchem zapewnić powodzenie 2 Brygadzie Pancernej w natarciu po osi: Horka, Oedernitz, Sproitz, Steinerlen, Buchwalde, Gleina, Niedergurig, Welka, Salzenforst, Radeberg. W związku z tym baterie artylerii włączono do kolumn batalionowych brygady. Wieczorem 18 kwietnia pułk wraz z 2 BPanc opanował Diehsa i osiągnął rejon Weissenbergu. Następnego dnia wykonał kontratak w kierunku Ruhethal, a 20 kwietnia odpierał ataki nieprzyjaciela w Edendorfie. Nocą oderwał się od przeciwnika i wykonał marsz po trasie: Ullersdorf, Nieder Seifersdorf, Weissenberg.
22 kwietnia pułk otrzymał rozkaz nakazujący powrót w kierunku wschodnim pod Budziszyn w celu zniszczenia nieprzyjaciela atakującego w tym rejonie. Następnego dnia pułk tocząc walkę z głównymi siłami niemieckimi, przeszedł do obrony m. Bornitz. 25 kwietnia przeprawił się przez Sprewę docierając do Grosswelka w celu współdziałania z 3 Brygadą Pancerną. W dniu tym został ranny dowódca pułku ppłk Piotr Kaszyński. Wieczorem pułk przegrupował się do Radibor, załamując po drodze ataki nieprzyjaciela z kierunku Schwarzadler. Nieprzyjaciel wzmocnił natarcie w dniu 26 kwietnia i zmusił pułk do odejścia w rejon Luppa, Dubrau, Königswartha. W tym samym dniu pułk został włączony do systemu obrony 8 Dywizji Piechoty na odcinku Crostwitz, Grosswelka. Po zajęciu przez Niemców Neudorfu został podporządkowany 5 Dywizji Piechoty i do 6 maja pozostał w obronie pod Holschdubrau.
W ramach operacji praskiej, współdziałając z 1 BPZmot wykonał marsz w kierunku Crostwitz, Bischofswerda. Następnie pułk nacierał według marszruty: Neustadt, Bad Schandau i 10 maja zgrupował się w rejonie Mělnik, Chłoumen. 13 maja wracając do kraju dotarł do rejonu Bolesławca a następnie przemaszerował do m. Rożdżały pod Kaliszem.

## Tradycje
Zgodnie z rozkazem nr 07/MON z 4 maja 1967 w sprawie przekazania jednostkom wojskowym historycznych nazw i numerów oddziałów frontowych oraz ustanowienia dorocznych świąt jednostek, Dz. Roz. Tjn. MON Nr 5, poz. 21, tradycje 27 Sudeckiego pułku artylerii pancernej przejął 27 pułk czołgów z Gubina.